# 新城 (陸奥国)
新城（しんじょう）は浪岡から津軽坂を越えて油川湊に至る奥大道を眼下に押える、交通・軍事の要衝にあったみちのく津軽の城である。北奥の城館のなかでは例外的に発達した戦国城郭であった。

## 概要
鎌倉時代は橘次氏（きつじ）の居城で後に安藤氏さらに室町時代には浪岡北畠の家臣新城源次郎がこの城に拠ったという。城は新城川に二俣川が合流する地点、北東方向に伸びた丘陵の先端頂部に築かれており、現在は照法寺の境内となっている。新城は空堀を挟んで東西二郭あり、西が本郭でその中心部に照法寺が建立されている。城域の一部はそのため破壊されてるがそれ以外は、ほぼ手つかずの状態で遺構が残されている。旧村地区より南方２００メートルの丘上にあり、尾根の末端を利用し三郭よりなり、東、西、北は急崖をなして堅固体だが南方が尾根続きであるという欠点がある。

## 歴史

#### 平安・中世
最初は橘次氏の居城であったとされる。同じ新城平岡にある金峰神社の縁起には、「文治年中（1185年～1189年）新城館主の氏神として金峰神社勧請」とあることから、平安時代の12世紀中頃にはすでに新城があったとみられる。寛喜元年（1229）津軽野萩の台の合戦で安東愛季（なるすえ）に破れた藤原秀直の子頼秀が六歳のとき新城城主の橘次信末（きつじのぶすえ）のところに落ち延びたと伝えられている。
藤崎にも新城橘次のあとという地域と岩城山麓に「橘氏」の記述がある板碑が存在しており、源平藤橘といわれる名門系統の氏族が遠くみちのくまで恩賞領地に赴任してくる幕鎌倉府の氏族たちよりも以前に土着していたものと思われる。信末はその義弟頼秀を新城戸門の山峡戸建沢にて炭焼きに装わせて育てたという「炭焼藤太」（すみやきとうた）の伝説が継承されている。室町時代には藤崎を拠所にする安藤氏、さらに新城源次郎がこの城に拠ったという。新城氏は室町時代津軽北畠（浪岡氏）の配下で、津軽為信の攻略によって慶長年中（1596年～1611年）に落城し浪岡氏とともに滅んだとされている。

#### 戦国・近世
戦国時代以後新城に関する記録に、天正13年（1585）4月の浅瀬石城の戦いに勝利した同城主千徳政氏は、「外ノ浜内新城・沖館」など7000石余を大浦為信から安堵されたと弘前藩の正史「津軽一統志」は伝える。ここから、新城にはここを本領とする領主がいてその居城としてではなく、大浦氏のような外からの勢力がいわば直轄領として支配した場所で、そうした外からの勢力の支配拠点の施設（館）としての役割に使われたのではないかとの見立てもある。
この地は津軽と外が浜との最短通路として長い期間に渡って重要な場所として利用されていて、特に江戸期においては津軽と外浜を連絡する交通路を掌握することがおもな機能としていたのではないかと推測されている。

## アクセス
新城駅から旧国道7号線越え徒歩で凡そ15分。
最寄り駅(直線距離)
0.7km →津軽新城駅
2.4km →新青森駅
4.3km →油川駅
4.4km →鶴ケ坂駅
5.8km →青森駅